# Tre slåttefantasier
Tre slåttefantasier (Noors voor Drie fantasieën op Noorse boerenliedjes) is een compositie van Johan Kvandal. Kvandal schaarde zich bij Edvard Griegs Slåtter en Johan Halvorsens bewerking daarvan. De drie slåtter die Kvandal onderhanden nam zijn:
1. Munnharpeslått (Skjeggeloppa)
2. Langeleikimprovisasjon
3. Vigstadmoen

De opdracht van dit werk kwam van een muziekfestival in Bergen, de geboorteplaats van Grieg. Het werk is opgenomen door Audun Kayser voor het kleine Noorse platenlabel Vest-Norsk Plateselskap. Kjell Baekkelund nam het later op voor BMG.